# Formai de Mut dell’Alta Val Brembana

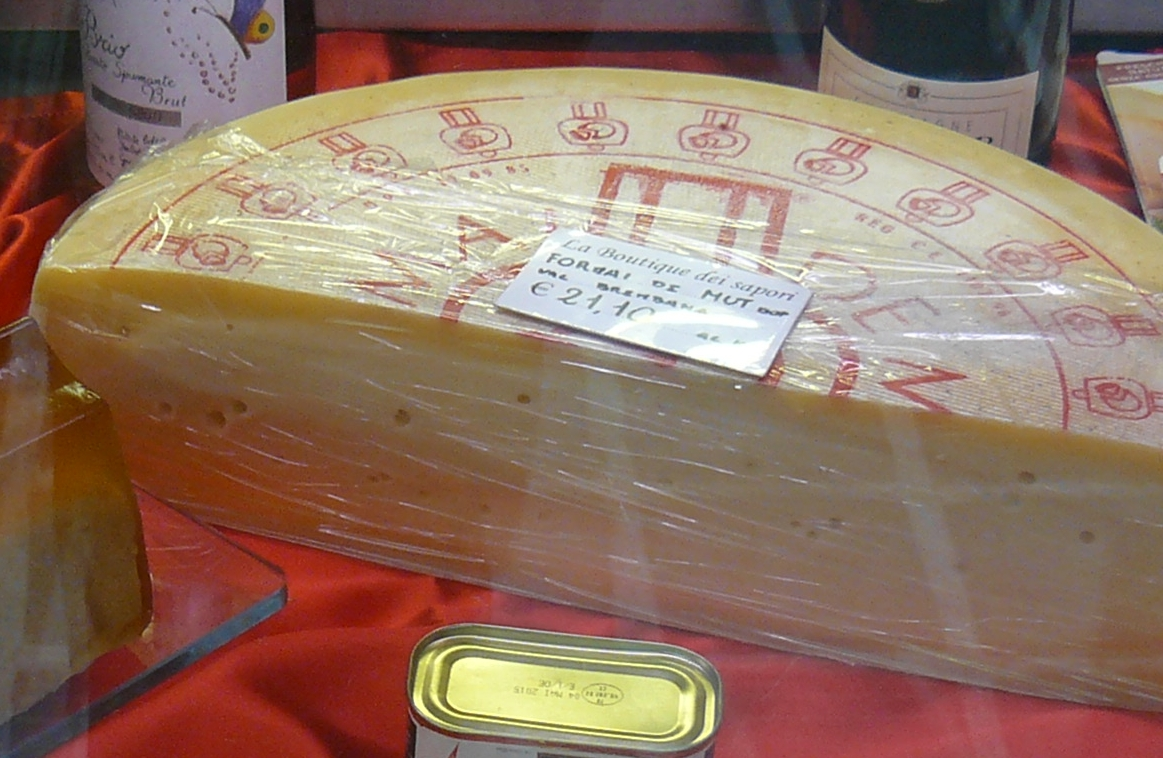
Formai de Mut dell’Alta Val Brembana

Formai de Mut dell’Alta Val Brembana ist ein halbfester Schnittkäse aus der oberitalienischen Provinz Bergamo.
Der Name kommt von dem Dialekt-Begriff „mut“, was so viel bedeutet wie „Weiden auf der Alp“ (Hinweis auf einen Bergkäse), was dafür steht, dass der beste Käse auf den Sommerweiden in einer Höhe von 1200 bis 2500 m produziert wird.

## Herkunftsgebiete
Der Formai de Mut dell’Alta Val Brembana darf nur in den 21 zum oberen Brembanatal gehörenden Gemeinden von Averara, Branzi, Carona, Camerata Cornello, Cassiglio, Cusio, Piazzatorre, Foppolo, Isola di Fondra, Lenna, Mezzoldo, Moio de’ Calvi, Olmo al Brembo, Ornica, Piazza Brembana, Piazzolo, Roncobello, Santa Brigida, Valleve, Valtorta Valnegra hergestellt werden.
Dies wurde durch die EG 1996 mit der Anerkennung des PDO  bestätigt.

## Eigenschaften
Der Käse wird ausschließlich aus Kuhmilch hergestellt. Der Laib hat einen Durchmesser von 30 bis 40 cm, ist zwischen 8 und 10 cm hoch und wiegt zwischen 8 und 12 kg. Die dünne Kruste hat bei jungem Käse eine strohgelbe Farbe und geht bei zunehmender Käsereifung in Grautöne über. Der elfenbeinfarbene leicht gelbliche Käse besitzt eine elastische aber feste Konsistenz mit vielen kleinen Käselöchern. Der Formai de Mut dell’Alta Val Brembana reift mindestens 45 Tage, kann aber auch über mehrere Jahre heranreifen. Er hat ein zartes nur leicht salziges Aroma und enthält 45 Prozent Fett in der Trockenmasse.

## Lagerung und Verzehr
Der Formai de Mut sollte im Kühlschrank bei einer Temperatur um 4 °C aufbewahrt werden.
Es empfiehlt sich, den Käse abgeschlossen in Frischhaltefolie aufzubewahren, um ein Austrocknen und eine Geschmacksweitergabe an und von anderen Lebensmitteln zu verhindern.
 Verzehrt werden sollte der Käse bei Raumtemperatur.

### Qualitätskennzeichen
Die Oberseite des Laibes ist mit einem Stempel versehen, der eine Kuhglocke in der Mitte, darunter der Schriftzug DOP, umrandet mit der Schrift dell’Alta Val Brembana zeigt, was wiederum von einem Ring kleinerer Kuhglocken umrahmt wird.

### Varianten
- „alpage“: der Stempel ist blau – Reifung auf den Almen, Verkauf von Juni bis September
- „non alpage“: der Stempel ist rot – Reifung im Tal, Verkauf während des restlichen Jahres